# Ein Walzertraum (1925)
Ein Walzertraum ist ein deutscher Stummfilm aus dem Jahre 1925 von Ludwig Berger, der auf der Operette Ein Walzertraum von Oscar Straus basiert. In den Hauptrollen spielen Willy Fritsch und Mady Christians.

## Handlung
Herzog Eberhard XXIII. von Flausenthurn will, dass seine Tochter Prinzessin Alix eine standesgemäße Ehe mit dem nicht mehr ganz jungen Thronfolger Prinz Peter Ferdinand eingeht. Doch sie findet sehr viel mehr Gefallen an ihrem Adjutanten, dem jungen und attraktiven Nikolaus Graf Preyn, kurz „Nik“ genannt, der in weinseliger Laune seiner Zuneigung durch einen ziemlich überraschend verabreichten Kuss Ausdruck verleiht. Dass er ein ziemlicher Hallodri und Bruder Leichtfuß ist, der solche Dinge nicht allzu ernst nimmt, kann sie nicht ahnen. Jedenfalls ist Alix in ihn verliebt und eine Heirat ist geplant. Die aber passt dem jungen Mann so gar nicht in sein Konzept, möchte er doch lieber seine Jugend weiterhin ungebunden und ungezwungen ausleben, etwa bei der flotten Wiener Geigerin Franzi Steingruber beim Heurigen. 
Prinzessin Alix aber hat sich in den Kopf gesetzt, dass es ihr Graf Nik mit dem „Wiener Schmäh“ sein soll: der oder keiner! Die deutsche Prinzessin will daher versuchen, für ihn so „weanerisch“ wie irgend möglich zu werden. Sie sucht nach einem perfekten Lehrer für Wiener Lebensart und gerät dabei ausgerechnet an Niks Gschpusi Franzi! Und die leistet ganze Arbeit bei der eher steifen „Preußin“. Auch Prinzgemahl Nik bemerkt die allmähliche Wandlung seiner vorhergesehenen Gattin. Als es jedoch zu einem Streit kommt, möchte Nikolaus sofort alle Brücken hinter sich abbrechen und mit Franzi durchbrennen. Doch spät aber nicht zu spät bemerkt er, dass Alix ihn aufrichtig liebt, und so finden die beiden, nicht zuletzt mit Franzis Hilfe, endlich doch noch zusammen.

## Produktionsnotizen
Ein Walzertraum entstand zwischen Juli und Oktober 1925 im Ufa-Atelier Neubabelsberg und im Ufa-Atelier Berlin-Tempelhof, die Außenaufnahmen wurden in Wien im kaiserlichen Schloss Schönbrunn sowie im Stadtpark gedreht. Nach der Zensur am 15. Dezember 1925 erhielt der Film Jugendverbot, die Uraufführung fand am 18. Dezember 1925 in Berlins Ufa-Palast am Zoo statt. Der sechsaktige Film war 2836 Meter lang.
Die Filmbauten entwarf Bergers Bruder Rudolf Bamberger. Helmar Lerski zeichnete für die Spezialfotografie (so genanntes Schüfftan-Verfahren) verantwortlich.
Der Film war ein großer Kassen- aber auch Kritikererfolg, brachte dem Regisseur Berger eine Einladung in die USA ein und setzte in Deutschland eine Reihe von Operetten- und Wienfilmen in Gang, die 1931, also bereits zu Tonfilmzeiten, in dem Welterfolg Der Kongreß tanzt gipfelte. Ludwig Berger erinnerte sich später: „Keiner von uns war aus Wien, und doch schufen wir jene Mischung, die Wien populär machte. Wenn es gar zu süßlich zu werden drohte, ließ ich es regnen. Damals entstand die erste Liebesszene im Regen, die dann so oft in anderen Filmen kopiert wurde. Auch weil es sich so schön dicht nebeneinander unter einem gemeinsamen Regenschirm ging, ließ ich es regnen.“
Für den Hauptdarsteller Willy Fritsch bedeutete Ein Walzertraum den Durchbruch zu einer jahrzehntelangen Karriere als einer der beliebtesten deutschen Filmschauspieler, sowohl im Stumm- als auch im späteren Tonfilm. Unmittelbar nach der Premiere erhielt er ein Angebot der amerikanischen Filmgesellschaft United Artists, scheute jedoch den Wechsel nach Hollywood. Dennoch erreichte er durch diesen Film größtmögliche und langanhaltende internationale Popularität.

## Kritiken
„Man soll sich darüber freuen, daß es wieder einen leichten, schwärmerischen deutschen Film gibt, der zu allen Schichten spricht.“

„Was lange währt, wird gut: Der Film „Ein Walzertraum“ (1925) ist der beste deutsche Operettenfilm geworden! Alle guten Geister Wiens springen durch diesen Film, in vielen Schattierungen, wundervoll echt in ihrer Lebendigkeit und Daseinsfülle, Wiener Atmosphäre, dieser feine Duft aus Leichtigkeit und „a biss‘l Schwermut“. Aus dem Geiste der Musik entwickelt Ludwig Berger seinen Film, mit künstlerischem Ernst und dabei mit fast improvisierter Heiterkeit, die als leise Melodie den ganzen Film begleitet. Mady Christians war niemals so gelöst, so gelockert, so beschwingt in der Darstellung wie in der Rolle der Prinzessin Alix. Prachtvoll als naives, beim Heurigen beschwipstes Prinzeßchen, das eine Wandlung vom Flanell zum Seidenstrumpf und Bubikopf durchmacht. Willy Fritsch stellt den Prinzgemahl nicht auf den Typus „Schöner Mann“, sondern wirkt diesmal durch lässige und dadurch sympathische Eleganz. Ein neues Filmgenre ist entstanden: die Paarung des feinen Kammerlustspiels mit dem heiteren Spiel der Operette. Das bedeutet nichts anderes als die Geburt des Films aus dem Geiste der Musik! Den Deutschen fehlt ein Schuß Champagner im Blut, hat Bismarck gemeint. Mit dem Film „Ein Walzertraum“ ist uns das Fehlende nun doch beschert worden…“